# Adelaide Strikers
Die Adelaide Strikers ist ein australisches Cricketteam, das in der Big Bash League spielt. Das Heimatstadion ist das Adelaide Oval in Adelaide. Die Adelaide Strikers konnten die Big Bash League noch nicht gewinnen.

## Geschichte
Die Adelaide Strikers wurden 2011 mit der Einführung der Big Bash League gegründet. Am 6. April 2011 wurden sie zusammen mit den anderen Teams der Liga vorgestellt und die Farbe Blau zugewiesen. Als Stadion wurde ihnen das Adelaide Oval zugewiesen und damit dem Stadion des Teams von South Australia. Als Kapitän wurde Michael Klinger ernannt. Das Spiel bestand zunächst hauptsächlich aus Spielern aus South Australia. In der ersten Saison schied das Team schon vorzeitig in der Vorrunde aus, erreichte dabei mit zwei Siegen aus sieben Spielen den sechsten Platz.
Zur neuen Saison verpflichtete Adelaide die Südafrikaner Johan Botha und Kieron Pollard, wobei Botha als Kapitän fungierte. Auch verpflichtete man den Pakistaner Saeed Ajmal verstärken, doch gab es zunächst Unstimmigkeiten mit dem pakistanischen Verband. Diese konnten jedoch, anders als bei anderen Mannschaften, die ähnliche Probleme mit dem pakistanischen Verband hatten, gelöst werden. In der Saison konnte man mit vier Siegen den fünften Platz belegen, verpasste jedoch das Halbfinale.
In der Saison 2013/14 gewann Adelaide nur zwei Spiele und wurde Vorletzter.
Die Saison 2014/15 war für die Strikers die bis dahin erfolgreichste Saison. Insgesamt konnte man sich sechs Siege sichern und wurde damit Tabellenerster. Im Halbfinale traf man auf die Sydney Sixers, verlor dort jedoch mit 87 Runs und schied aus.
Die Saison 2015/16 war abermals sehr erfolgreich für Adelaide. Man gewann abermals die Vorrunde mit sieben Siegen und spielte im Halbfinale gegen die Sydney Thunder. Dieses Spiel wurde jedoch mit acht Wickets verloren und so schied man abermals vor dem Finale aus.

## Abschneiden in der Big Bash League
| Jahr    | Spiele | Siege | Niederlagen | No Result | Endplatzierung (Vorrunde) |
| ------- | ------ | ----- | ----------- | --------- | ------------------------- |
| 2011/12 | 7      | 2     | 5           | 0         | Vorrunde (6/8)            |
| 2012/13 | 8      | 4     | 4           | 0         | Vorrunde (5/8)            |
| 2013/14 | 8      | 2     | 5           | 1         | Vorrunde (7/8)            |
| 2014/15 | 8      | 6     | 1           | 1         | Halbfinale (1/8)          |
| 2015/16 | 8      | 7     | 1           | 0         | Halbfinale (1/8)          |
| 2016/17 | 8      | 3     | 5           | 0         | Vorrunde (6/8)            |
| 2017/18 | 10     | 8     | 2           | 0         | Sieger (2/8)              |
| 2018/19 | 14     | 6     | 8           | 0         | Vorrunde (7/8)            |
| 2019/20 | 14     | 8     | 5           | 1         | Viertelfinale (3/8)       |